# Coleophora fraternella
Coleophora fraternella é uma espécie de mariposa do gênero Coleophora pertencente à família Coleophoridae.